# WUZ (rivista)
WUZ è stata una rivista dedicata ai collezionisti di libri, edita dalla Editrice Bibliografica.

## Storia
Nata come mensile nel febbraio 2002, divenne bimestrale a partire dal 1º gennaio 2004. Il nome della rivista deriva da Wuz, protagonista di un libro di Johann Paul Friedrich Richter, nom de plume Jean Paul (1793): Wuz era un maestrino che, non avendo i soldi per comperare libri, scrisse di propria mano un'intera biblioteca.
La rivista raccontava storie di libri, di editori, di prime edizioni, di edizioni minime, di nicchia, di biblioteche e di tutto quanto ha a che fare con i libri, incluso il restauro, i bibliotecari e i libri d'artista.
Nel 2006 il gruppo Messaggerie acquistò la testata utilizzandone il nome per il portale di Internet Bookshop Italia. La rivista cartacea proseguì le pubblicazioni per qualche tempo, fino alla definitiva cessazione nel dicembre 2007 con l'uscita complessiva di 44 numeri ciascuno con diversa copertina illustrata a colori.